# Tĩnh Viễn
Tĩnh Viễn (chữ Hán phồn thể: 靖遠縣, chữ Hán giản thể: 靖远县) là một huyện thuộc địa cấp thị Bạch Ngân, tỉnh Cam Túc, Cộng hòa Nhân dân Trung Hoa. Huyện này có diện tích 5809 km², dân số năm 2004 là 460.000 người. Huyện lỵ đóng ở trấn Ô Lan. Mã số bưu chính là 730600. Về mặt hành chính, huyện này được chia thành 2 trấn, 19 hương.
- Trấn: Thành Quan, Ô Lan.
- Hương: Bình Bảo, Bắc Loan, Trung Bảo, Mi Than, Tam Than, Đông Loan, Đại Lư, Hưng Long, Song Long, Thạch Môn, Lưu Xuyên, Cao Loan, Ngũ Hợp, Đông Thăng, Bắc Than, Vĩnh Tân, Nhược Lạp, Tào Hiện.